# フェザーストン事件

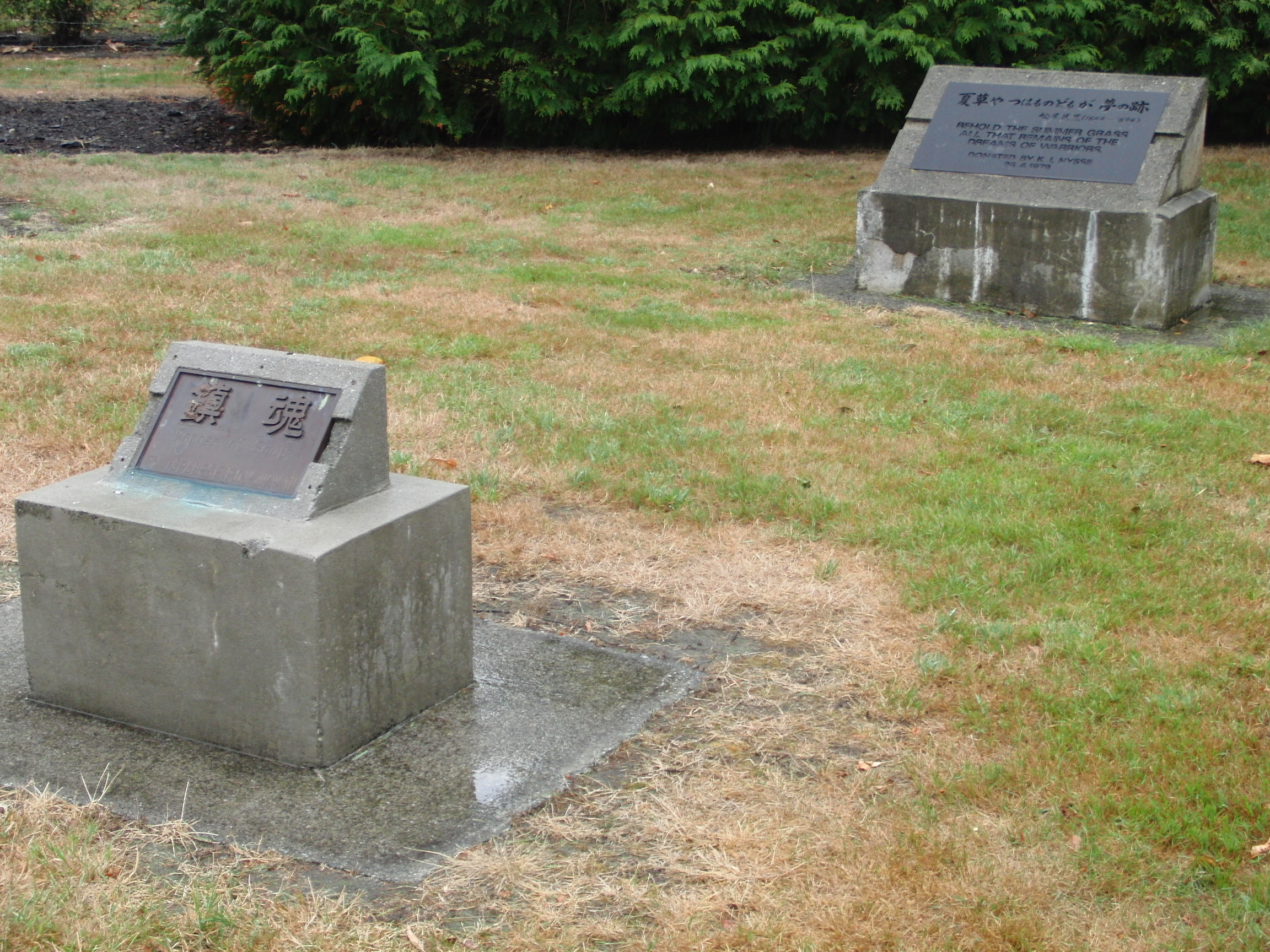
フェザーストン市内にある事件犠牲者の慰霊碑

フェザーストン事件（フェザーストンじけん、Featherston Incident）は、第二次世界大戦中の1943年（昭和18年）2月25日にニュージーランド北島南部の南ワイララパ地方に置かれていた フェザーストン捕虜収容所（Featherston prisoner of war camp） で発生した日本人捕虜殺傷事件である。

## フェザーストン捕虜収容所
フェザーストン捕虜収容所は、ニュージーランドの首都ウェリントンから北東に約60km、国道2号線を車で約50分の距離にあるフェザーストン（Featherston）郊外に存在した捕虜収容所である。

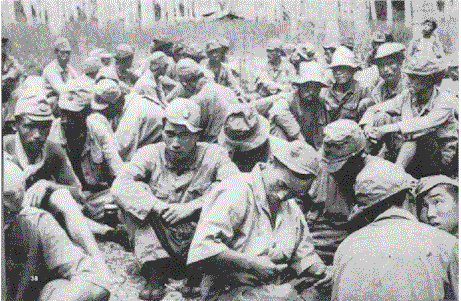
ガダルカナル戦によって捕虜とされた日本兵

同捕虜収容所は第一次世界大戦中の1916年、ニュージーランドで最大の陸軍基地として設立され、1942年9月にアメリカ合衆国からの要請でガダルカナル戦の捕虜約800人を収容するために捕虜収容所が設置された。
1942年（昭和17年）11月中旬の時点で、フェザーストン捕虜収容所には不時着した航空機搭乗員の生存者、フロリダ諸島の戦いや一木支隊の生存者など陸海両軍合わせて300名あまりの捕虜が収容されていたが、300名のうち戦闘員は30名ほどで他は非戦闘員の軍属である海軍設営隊員であった。
捕虜の中には偽名を使うものも多く、赤穂四十七士の名をかたる一団もいた。
中立国のスイス領事と国際赤十字の代表が12月中句にフェザーストン収容所を視察しており、捕虜の待遇は良好と日本側に通告している。同報告書には「捕虜には自国への通信は認められているが、捕虜たちはそれを拒絶している」とあった。

## 叛乱未遂事件
11月下旬、10月11日のサボ島沖海戦で沈没した重巡洋艦「古鷹」や駆逐艦「吹雪」の生存者180名（約100名とも）がフェザーストン捕虜収容所に入所した。このグループは、古鷹の三番砲塔砲台長安達敏夫少尉に率いられていて、後に「古鷹グループ」と呼ばれるようになる。なお「古鷹グループ」の入所時に、収容所内の別キャンプにいる強硬派からニュージーランド兵を襲撃して武器を奪い、ウェリントンに攻めのぼる計画があることを手首を使った手旗信号で伝えられるが、「古鷹グループ」をはじめほとんどの捕虜がこの計画を一笑に付していた。
しかし、強硬派10数名が「古鷹グループ」のキャンプに移送されてから状況は一変する。これは、強硬派が主張する暴動に巻き込まれることを恐れた設営隊員たちが、戦闘員と非戦闘員の居住区を別にするようニュージーランド軍に要請したために行われた措置であったのだが、移送された強硬派メンバーは捕虜たちを根強く説得したため、キャンプの中には強硬派に同調する者も出始めた。そのため、キャンプ内は安達少尉率いる穏健派グループと強硬派グループに分裂することになり、収容所内の捕虜を二分した。
やがて強硬派は、12月25日午前0時をもって一斉蜂起をすることを決めた。その情報を事前に察知した穏健派グループは、白布を味方識別の腕章とし、叛乱を事前に阻止すべく棍棒と鉄パイプで武装して、強硬派グループを待ち伏せた。しかし、叛乱決行の1時間前にバリケード外のライトが一斉に照射され、収容所内のスピーカーからは日本語で投降を勧告する放送が流れ始めた。これは、穏健派グループの動きを知った強硬派幹部の一人が、同士討ちを避けるべくニュージーランド軍に通報したためであった。その後、強硬派グループは安達少尉の1時間にわたる説得に応じ、叛乱を諦めることとなった。
この事件の後、収容所内の雰囲気は穏やかとなり、グループ間の対立も表面上は見られなくなった。
翌1943年（昭和18年）2月中旬には、第三次ソロモン海戦やその後の鼠輸送での沈没艦（駆逐艦暁や照月など）の生存者やガダルカナル島の戦いで捕虜になった陸軍将兵が入所し、フェザーストン捕虜収容所に入所した捕虜は、戦闘員約280名と設営隊員約270名の合計約550名となった
。

## 事件の契機
フェザーストン捕虜収容所では、捕虜たちは収容所内での作業の他に一週間に一回程度、道路清掃や芝生刈りなどの作業に動員されたが、捕虜たちは戦地で患った栄養失調やマラリアから完全に回復しておらず、一日の作業に出せる人数は30名が限度であった。とはいえ、収容所における捕虜の取り扱いは決して悪いものではなく、傷病兵は手厚い看護を受け、収容所所長も捕虜たちから「親日的」という評判であった。
しかし、2月中旬に収容所所長が交代し、新たな所長として陸軍中佐が赴任してきた。この陸軍中佐の印象について、暁の水雷長新屋徳治中尉は、
と自身の回顧録で述べている。
2月24日、収容所側はニュージーランド軍の警備兵の運動場造成工事のために50名の人員を出すように捕虜たちに要求した。この要求に対して、捕虜側は前述の事情で作業に出せるのは30名が限度であり、更に作業内容がニュージーランド軍の運動場造成工事ということで、敵の運動場を作るのは「利敵行為」であるとして憤慨した（軍の運動場造成の行為自体はジュネーブ条約の捕虜の労働規定には抵触せず）。前回の事件では穏健派であった安達少尉もこの要求には憤慨し、先頭に立ってニュージーランド軍と交渉したものの、収容所側は作業人員の減少について譲歩せず、交渉は決裂した。

## 事件の経過
翌2月25日朝、安達少尉を先頭に280名の捕虜全員が広場に集まって座り込んだ。この座り込みの際に、安達少尉は「いかなる場合も軽挙妄動することなく、一糸乱れぬ行動をとれ」と厳命している。
この状況を見たニュージーランド軍は、中尉を指揮官とした完全武装の50名を派遣した。指揮官はただちに50名の作業員を出すよう要求したが、安達少尉は断乎として拒否したため、ニュージーランド軍の指揮官は安達少尉の連行を命じた。しかし、「古鷹グループ」のメンバーが体を張って阻止したため、ニュージーランド兵は安達少尉の連行を諦めざるをえなかった。
安達少尉の連行に失敗したニュージーランド兵たちは、捕虜たちの前方で横一列となり、銃を構えつつ捕虜たちに向かってきた。この時、ニュージーランド軍指揮官が威嚇のためにピストルを取り出し、それに対して安達少尉は自分の胸を叩きながら「撃つなら、おれを撃て」と叫んだ。その直後、捕虜たちは持っていた石をニュージーランド兵に向かって投げると同時に素手で突進を始め、ニュージーランド兵も捕虜たちに対して小銃や軽機関銃で応戦した。
その結果48人の捕虜が死亡（31人が即死）、68人が負傷した。負傷者の中には安達少尉も含まれていて、頭、左腕、脇腹、腕の4ヶ所を撃たれ、一時意識不明の重体に陥った。
ニュージーランド側ではウォルター・ペルビン二等兵が跳弾により死亡したほか、18人が負傷した。

## 事件後
事件を重く見たニュージーランド軍は、ただちに所長を更迭し、前任の所長を呼び戻した。
死亡した捕虜に対しては現地で通夜が営まれ、生き残った捕虜の代表者が参列した。しかしその遺骨については、帰還兵と共に日本に返却されたとされるが、実際の遺骨の行方ははっきりしない。死亡者の名簿はスイス領事を通じて日本政府へ渡されたが、多くは戦死者として処理済みであり、既に葬儀もすませていた。そのため遺族に知らされることは無かった。氏名や所属部隊を偽る者が多かったので身元が確定できない者も多かった。
その後もフェザーストン捕虜収容所には捕虜が移送され、終戦後まで運用されたが、生き残った捕虜は1945年（昭和20年）12月30日に米軍の戦車揚陸艦 (LST) で日本に復員した。

## 戦後
戦後になり、生き残った元捕虜たちはフェザーストン市街地から国道2号線で北東に約2kmの公園に慰霊碑を建てた。この慰霊碑にはそれぞれ「鎮魂」、「夏草やつはものどもが夢の跡」と書かれた銅板プレートが埋め込まれている。また元捕虜たちは、事件の際に親身になって心配してくれたニュージーランド軍の通訳を日本に招待している。
1986年（昭和61年）には安達少尉をはじめ、元捕虜の有志がフェザーストン捕虜収容所跡を訪れている。この事件について、安達少尉は後に
と述懐し、新屋中尉は
と自身の回顧録に書いている。
現在、フェザーストン捕虜収容所の跡地は民間に払い下げされて牧場となり、事件のあった広場は草むらとなっている。フェザーストンでは毎年地元自治体や日本大使館、地元日系企業等による慰霊祭が現在も行われ、フェザーストンの歴史博物館には収容されていた当時の写真や捕虜が作成した工芸品が展示されている。

## フェザーストン事件を題材にした作品
- 月原渉『太陽が死んだ夜』東京創元社 - ミステリー小説

ノンフィクション
- マイク・ニコライディ『射殺されたガダルカナル日本兵捕虜　フェザーストン収容所事件を追う』鈴木正徳訳、新人物文庫
- エイミー・ツジモト『消えた遺骨　フェザーストン捕虜収容所暴動事件の真実』芙蓉書房出版